# Lázaro Álvarez
Lázaro Álvarez Estrada est un boxeur cubain né le 28 janvier 1991.

## Carrière
Médaillé de bronze aux jeux olympiques de Londres en 2012, sa carrière amateur est également marquée par trois titres mondiaux remportés à Bakou en 2011 dans la catégorie poids coqs, à Almaty en 2013 et à Doha en 2015 en poids légers ainsi que par une médaille d'or aux jeux panaméricains de Guadalajara en 2011.
Alvarez remporte également la médaille d'argent aux mondiaux de Hambourg en 2017 en ne s'inclinant que contre le français Sofiane Oumiha en finale.

### Jeux olympiques
- Médaille de bronze en -56 kg aux jeux de 2012 à Londres, Angleterre

### Championnats du monde
- Médaille d'or en -56 kg en 2011 à Bakou, Azerbaïdjan
- Médaille d'or en -60 kg en 2013 à Almaty, Kazakhstan
- Médaille d'or en -60 kg en 2015 à Doha, Qatar
- Médaille d'argent en -60 kg en 2017 à Hambourg, Allemagne
- Médaille d'argent en -57 kg en 2019 à Iekaterinbourg, Russie

### Jeux panaméricains
- Médaille d'or en -56 kg en 2011 à Guadalajara, Mexique.